# Luciano Pereira Mendes
Luciano Pereira Mendes, meglio noto come Chimba (Salvador, 15 ottobre 1983), è un calciatore brasiliano, attaccante del Foolad.

## Palmarès

### Club

#### Competizioni nazionali
- Campionato iraniano: 2

Foolad: 2013-2014
Sepahan: 2014-2015
- Supercoppa dell'Iran: 1

Foolad: 2021